# Geranomyia tanytrichiata
Geranomyia tanytrichiata is een tweevleugelige uit de familie steltmuggen (Limoniidae). De soort komt voor in het Australaziatisch gebied.